# Catedrala Sfânta Treime din Dresda
Catedrala Sfânta Treime (în germană Kathedrale der heiligsten Dreifaltigkeit, denumită și Katholische Hofkirche) este catedrala Diecezei de Dresda din Germania. Lăcașul este situat în «orașul vechi» al Dresdei.
Biserica a fost ctitorită de principele elector August al III-lea, totodată rege al Poloniei. Edificiul a fost construit de arhitectul Gaetano Chiaveri între 1739 și 1755.

## Istoric

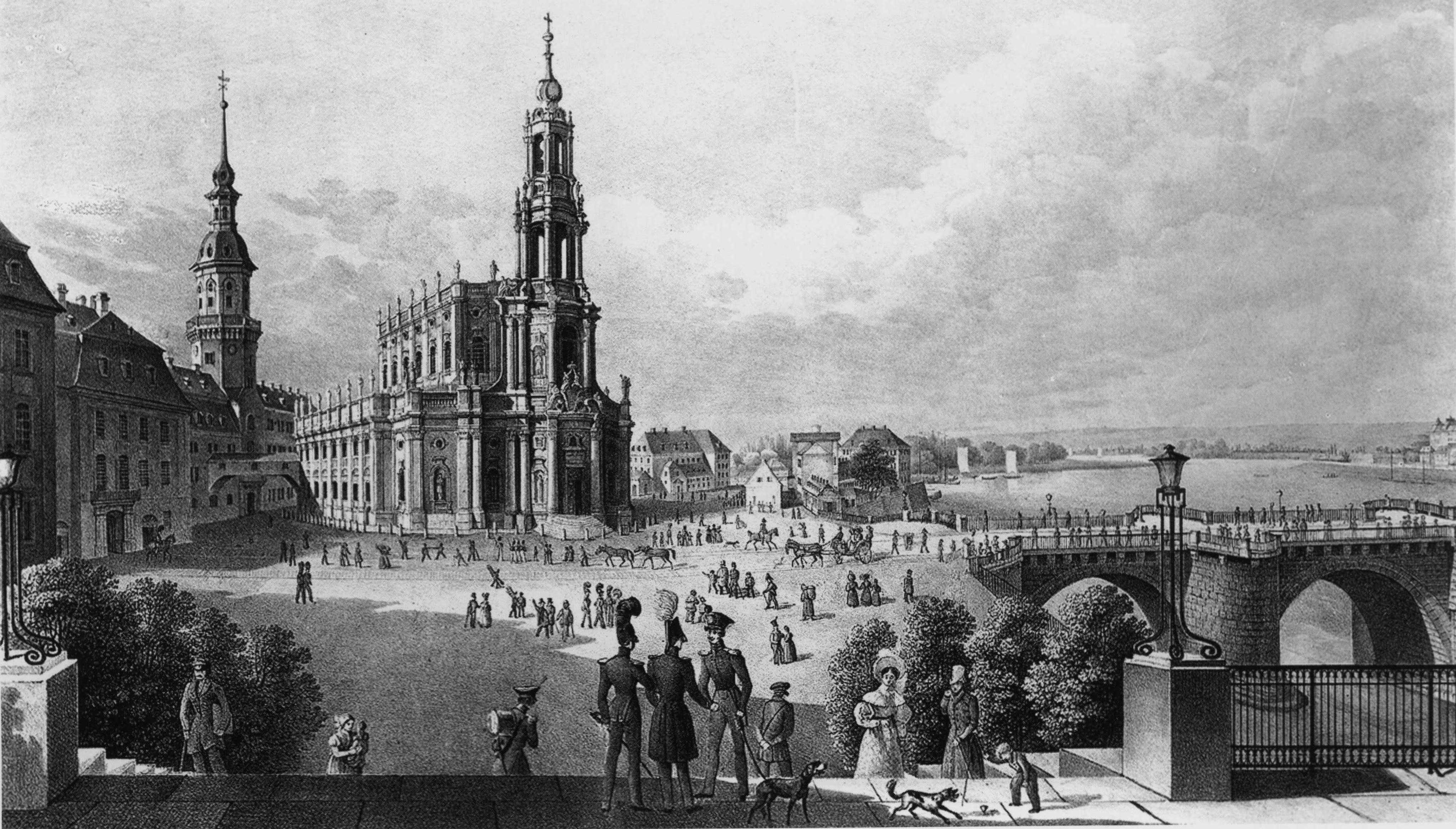
Imagine din 1840

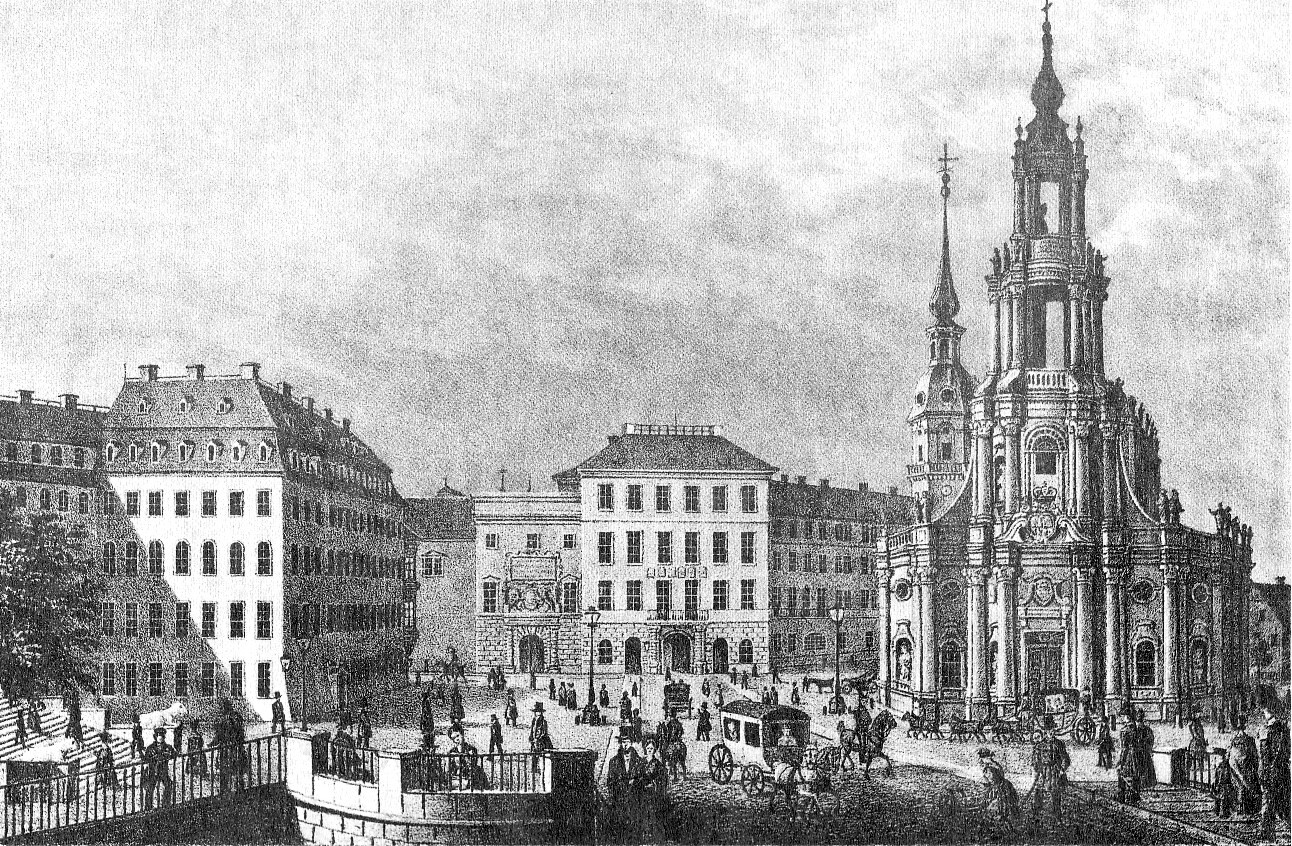
Piaţa castelului în 1850.

Regele August al II-lea cel Puternic, purtând puțin interes credinței catolice, după ce se convertise la catolicism în 1697 pentru a putea deveni rege al Poloniei, asculta liturghia într-o modestă  capelă din castelul de rezidență din Dresda, apoi, începând din 1707 în opera goală din apropierea castelului. Când populația lutherană din oraș a fost pe punctul de a construi Biserica Maica Domnului (Frauenkirche), edificiul sacru protestant cel mai important din Europa, regele August al III-lea al Poloniei a văzut necesitatea de a-i construi o pereche catolică. Însă, în acea epocă, nu era ușor să construiești o biserică catolică într-un oraș protestant, chiar pentru un rege. De aceea planurile și pregătirile construcției au fost făcute în cel mai mare secret. Regele s-a adresat arhitectului italian Gaetano Chiaveri, care o va construi între 1739 și 1755 în stil baroc. Edificiul este considerat ca una dintre cele mai mari biserici din Saxonia. Catedrala a fost consacrată la 29 iunie 1751 de către nunțiul apostolic în Polonia, arhiepiscopul Alberico Archinto, și dedicat Preasfintei Treimi. Locuitorii din Dresda, în majoritate lutherani, au refuzat bisericii catolice dreptul de a bate clopotele. Abia în 1806, când împăratul Napoleon I a făcut ducatul electoral al Saxoniei regat, s-au auzit prima dată clopotele bătând.

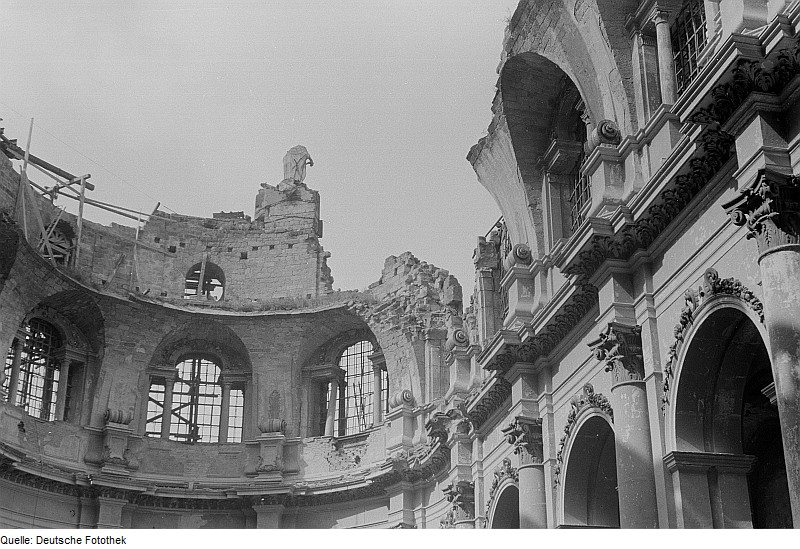
Fotografie luată în 1948, după distrugerile din 1945.

Cripta catedralei adăpostește inima electorului de Saxonia și rege al Poloniei August al II-lea, precum și rămășițele pământești a 49 de membri ai casei de Wettin, după ce August al II-lea s-a convertit la catolicism la 1 iunie 1697. Înaintea domniei sale casa de Wettin era o dinastie lutherană ai căror membri erau înhumați la catedrala din Freiberg. Corpul lui August al II-lea se odihnește în Catedrala Sfinții Stanislau și Venceslau (Catedrala Wawel) din Cracovia, în Polonia.
În cursul celui de-al Doilea Război Mondial, în bombardamentul Dresdei din 13 până în 15 februarie 1945, biserica a fost lovită în mai multe rânduri de bombe, ceea ce a deteriorat-o foarte mult. Acoperișul și bolta s-au prăbușit în interiorul edificiului, iar unele ziduri exterioare au fost complet distruse. Reconstrucția de către Republica Democrată Germană a început în 1962 și a durat tot restul secolului al XX-lea. Urmele distrugerilor sunt încă vizibile pe diferențele de culoare ale pietrelor din navă. Trei din capelele de colț, în mod minunat concepute, au fost restaurate cu cele originale.
Din 1980, potrivit decretului papei Ioan Paul al II-lea, catedrala este sediul Diecezei Dresda-Meissen.

## Descriere
În exterior, 78 de statui ale unor sfinți decorează balustrada care înconjoară nava, iar pe turn se află patru statui alegorice ale celor trei virtuți teologice, adică ale Credinței, Carității și Speranței, precum și cea a Justiției, care au fost realizate de sculptorul italian Lorenzo Mattielli.
Amenajarea interioară este bogat decorată. Se pot admira o orgă fabricată de Johann Gottfried Silbermann, un amvon rococo de sculptorul Balthasar Permoser și picturi de Raphael Mengs. În criptă sunt păstrate sarcofage ale mai multor regi ai Saxoniei, precum și inima regelui August al II-lea al Poloniei, al cărui corp se odihnește în Catedrala din Cracovia.
O Pietà din porțelan de Meissen, operă a lui Friedrich Press, datând din 1973, se găsește în capela laterală dedicată „victimelor din 13 februarie 1945 și oricărei violențe nedrepte”.

## Galerie de imagini

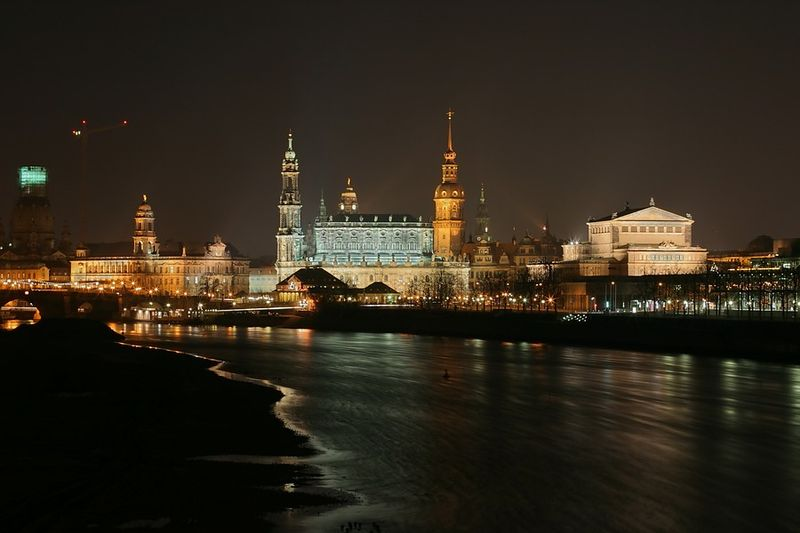
Catedrala iluminată în timpul nopţii
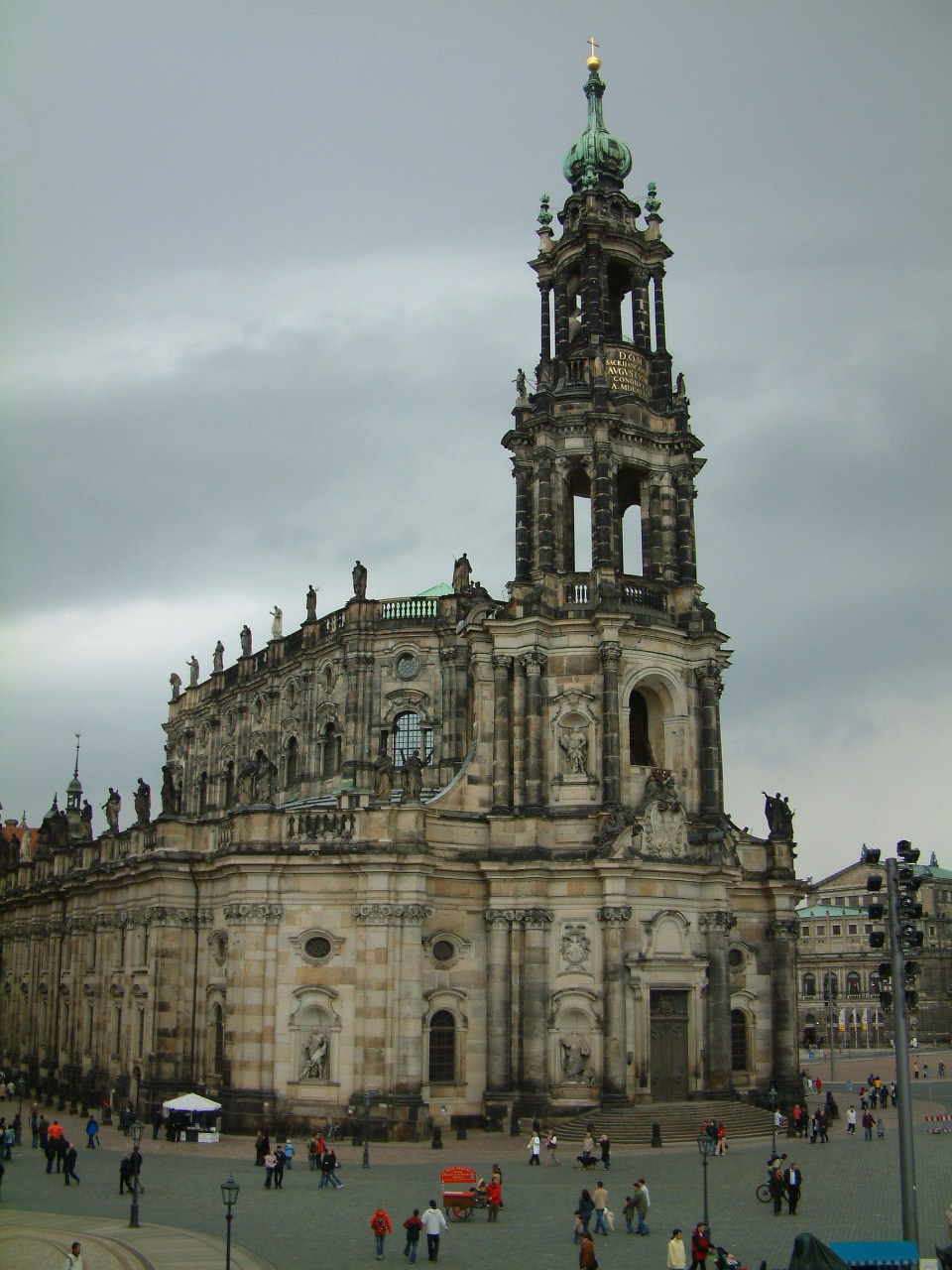
Vedere exterioară luată spre est
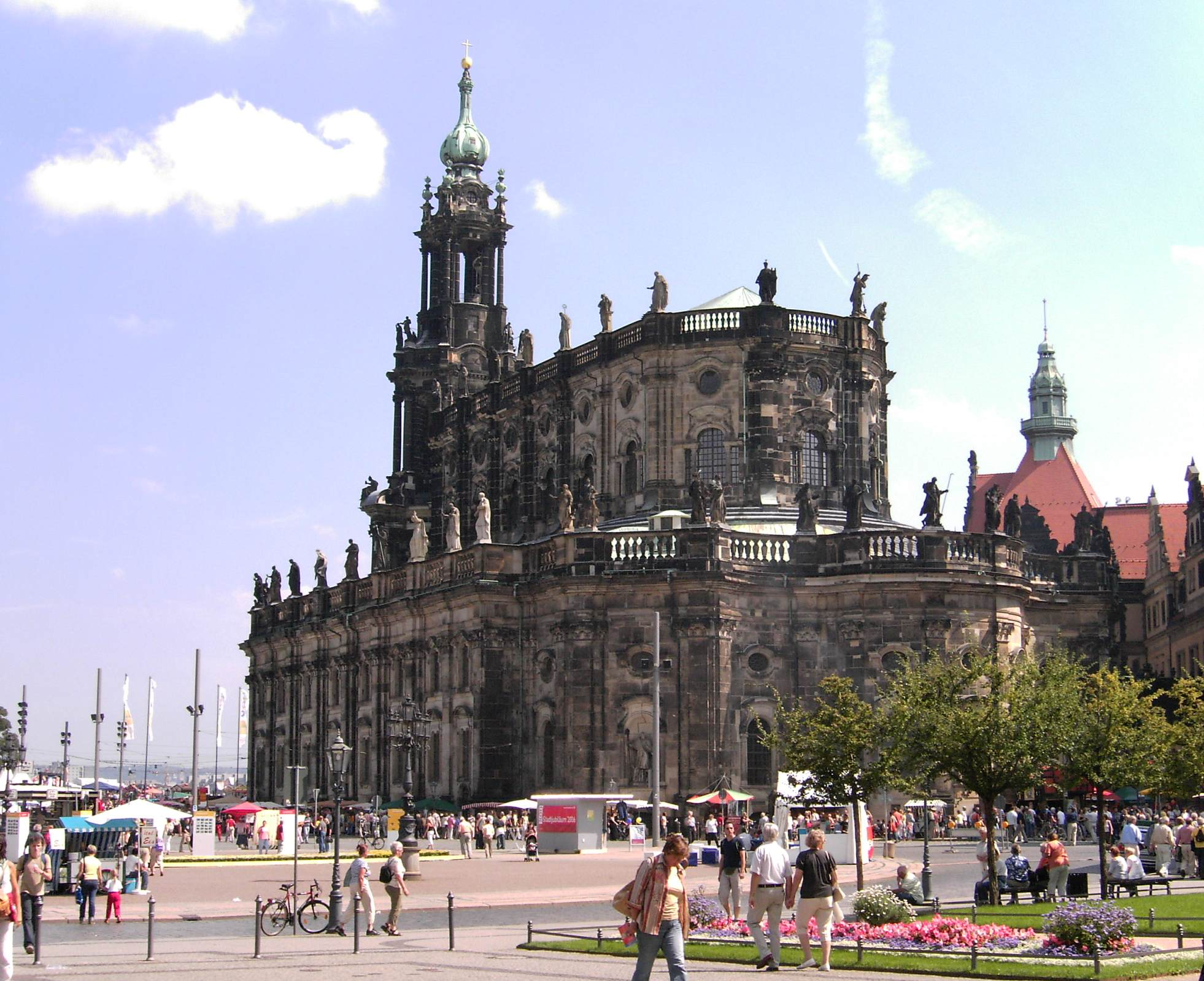
Vedere exterioară luată spre vest
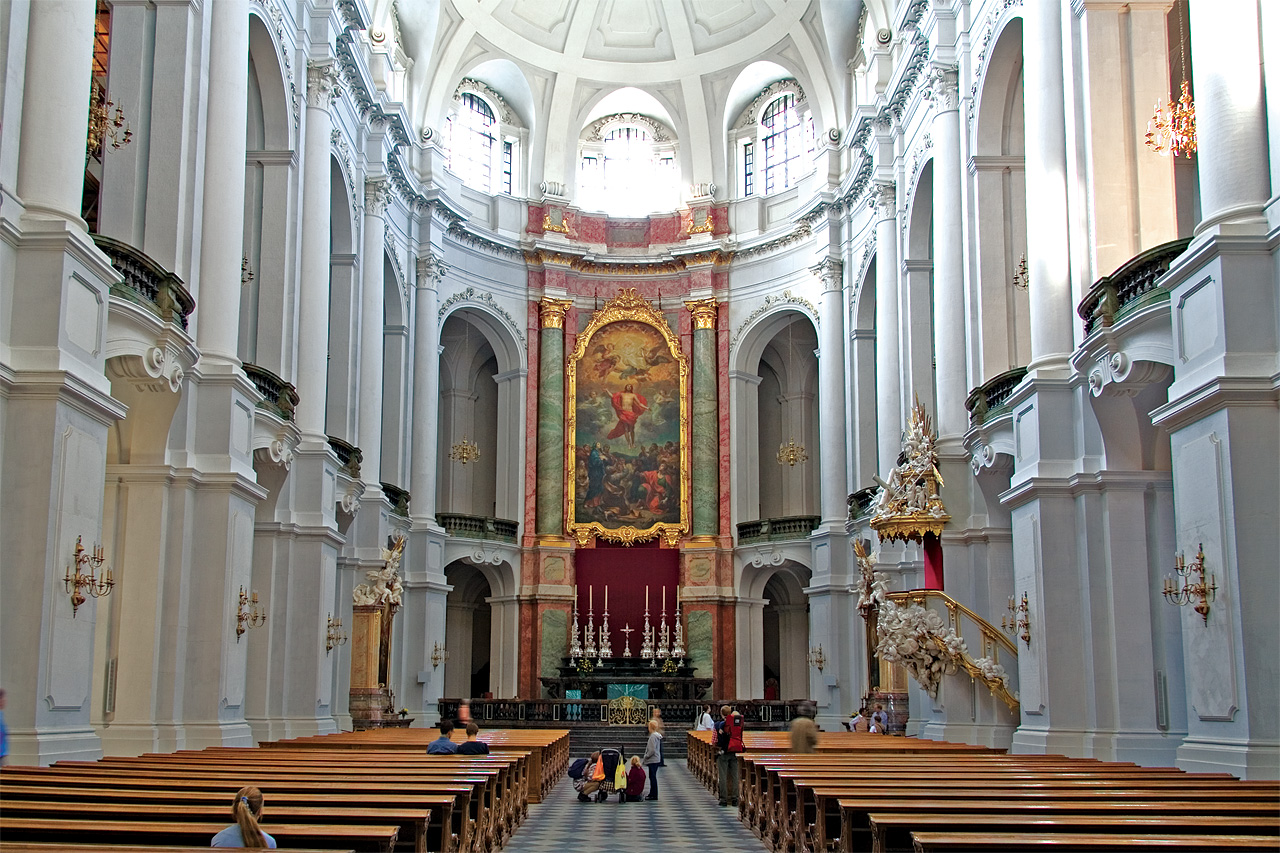
Nava şi corul
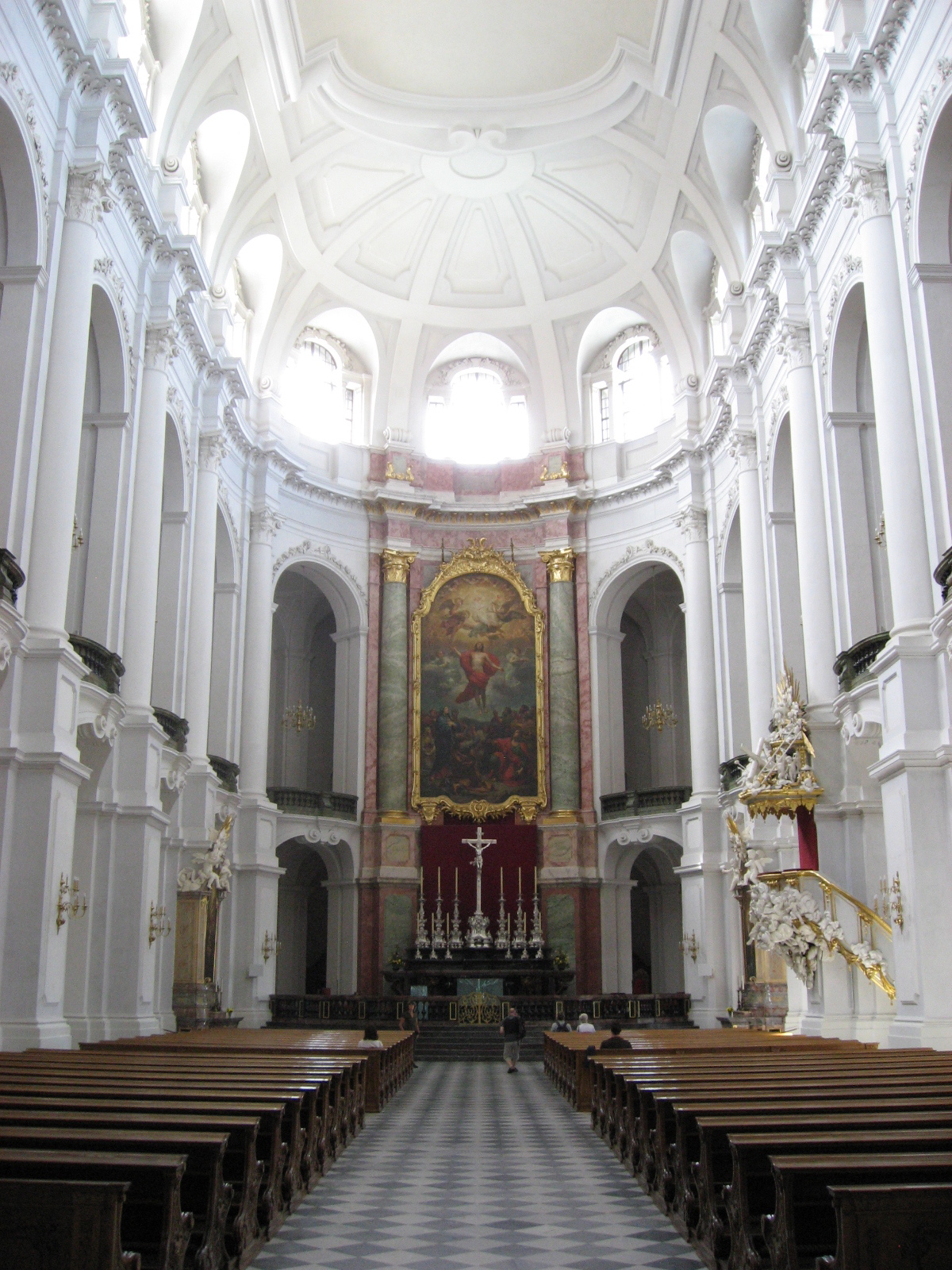
Nava şi corul
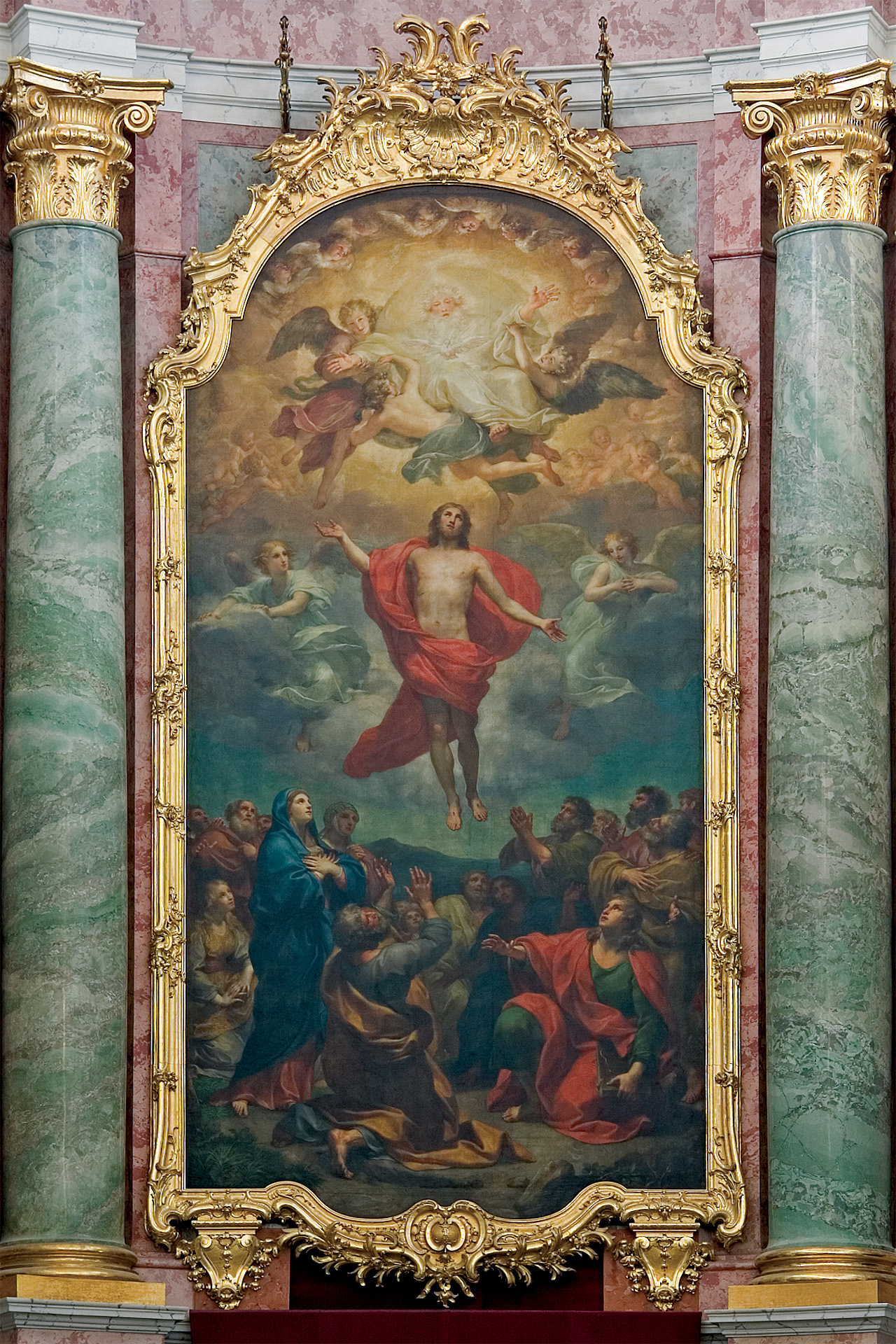
„Înălţarea Domnului” de pictorul Anton Raphael Mengs
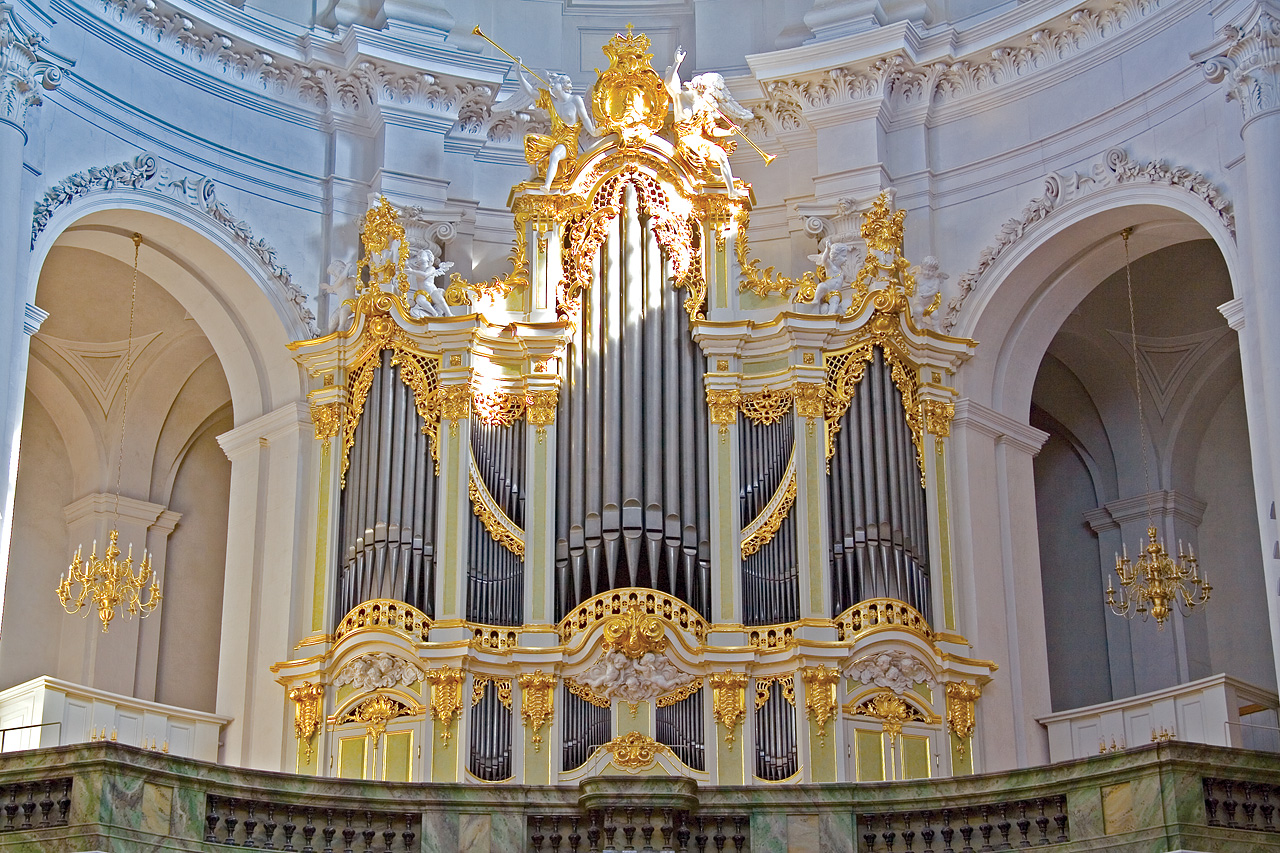
Orga de Johann Gottfried Silbermann
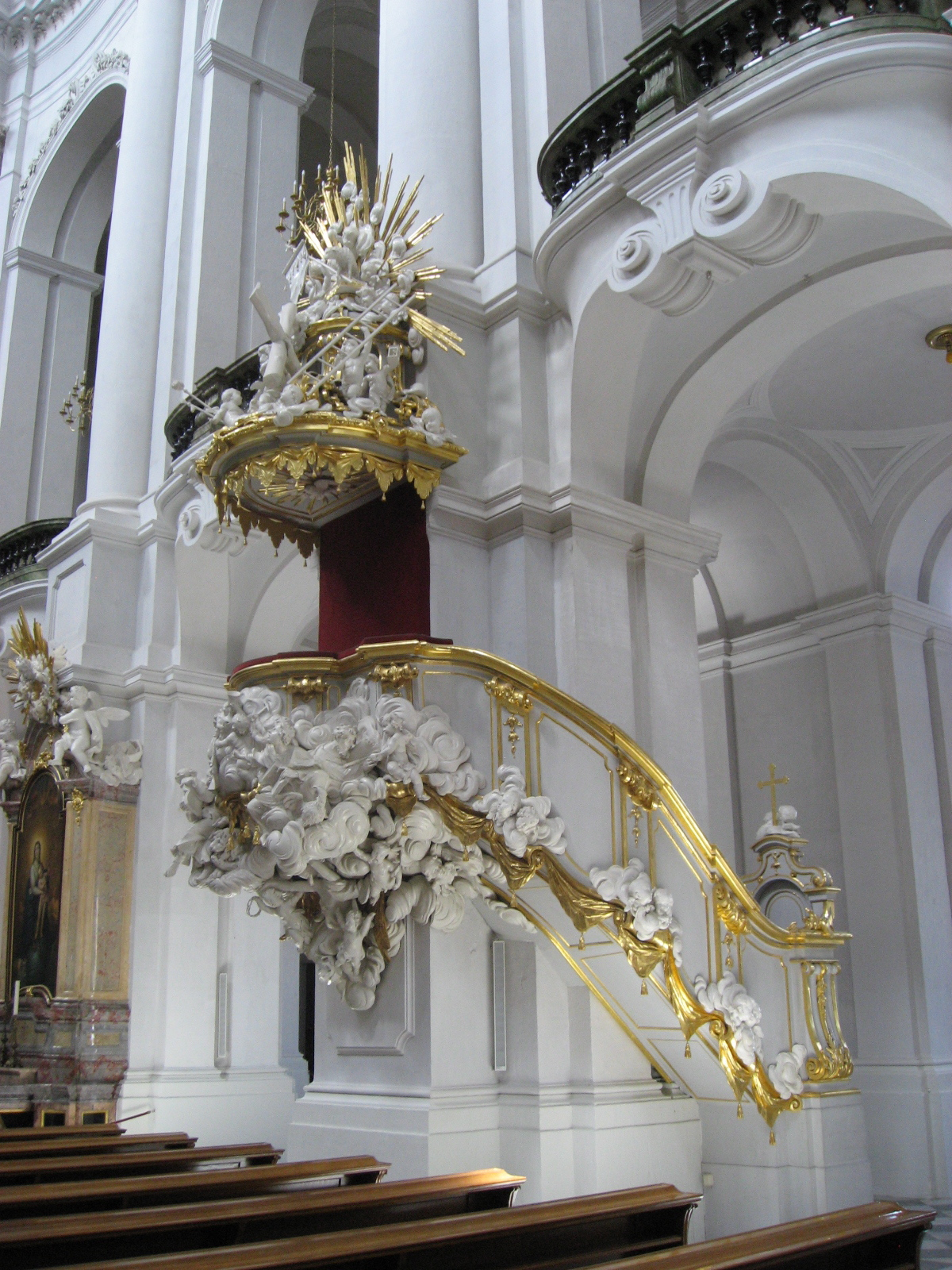
Amvon de Balthasar Permoser
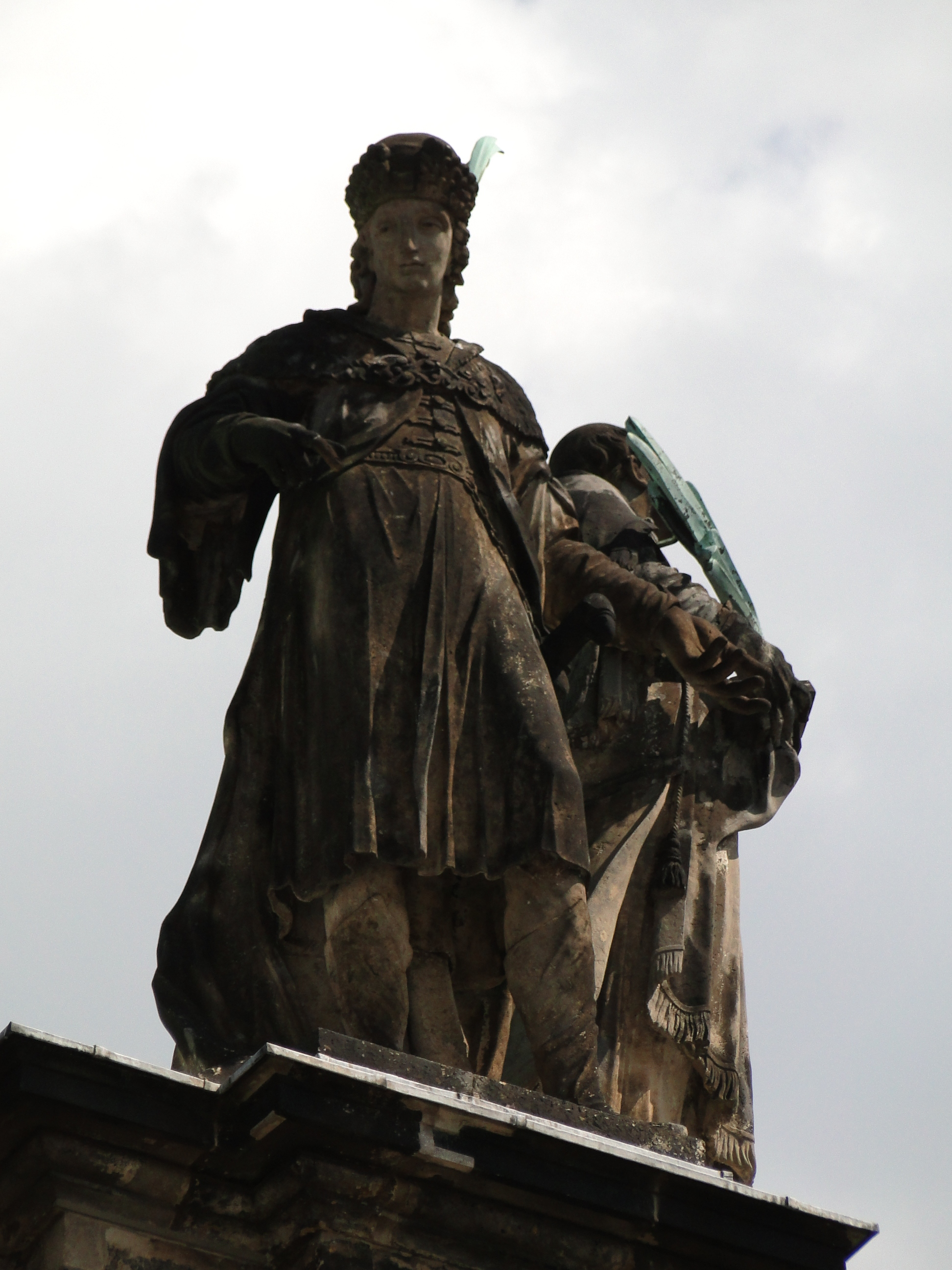
Statuia Sfântului Cazimir
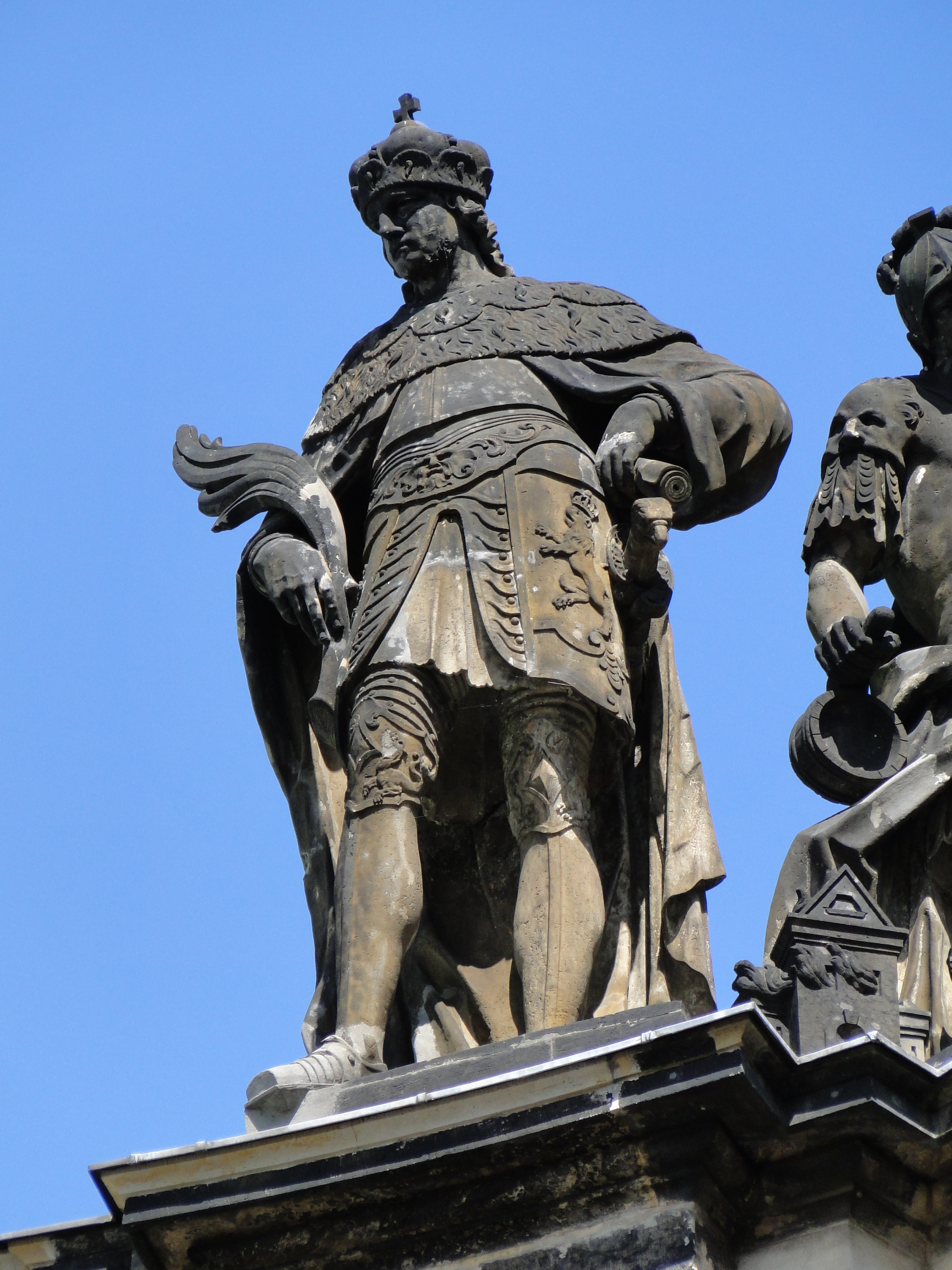
Statuia luiVenceslau I, Duce al Boemiei
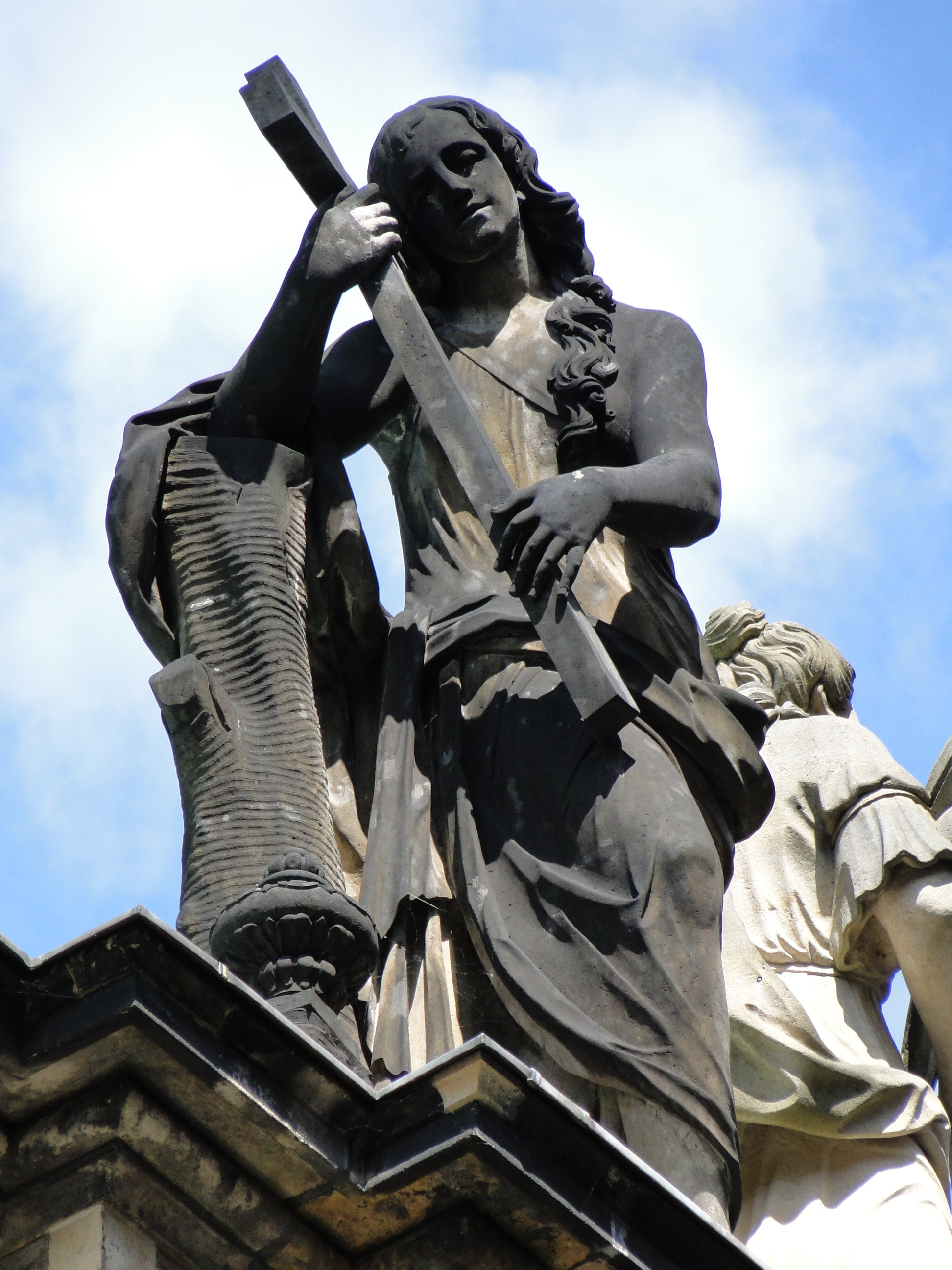
Statuia Mariei Magdalena
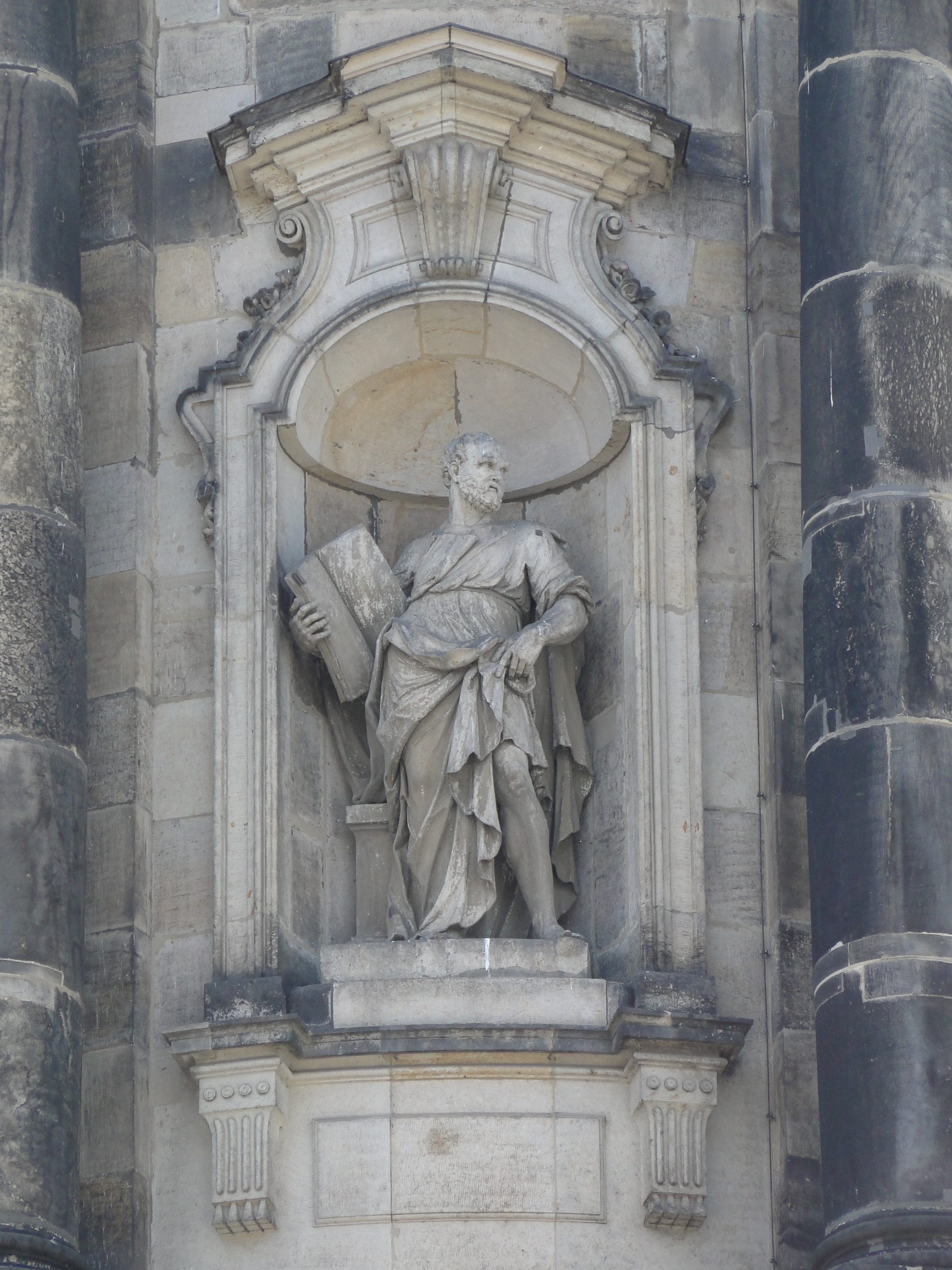
Statuia Sfântului Petru